# Limbrassac
Limbrassac (okzitanisch gleichlautend) ist eine Gemeinde in  Frankreich mit 119 Einwohnern (Stand 1. Januar 2022) im Département Ariège in der Region Okzitanien. Sie gehört zum Arrondissement Pamiers und zum Kanton Mirepoix.
Nachbargemeinden sind Saint-Julien-de-Gras-Capou im Norden, Troye-d’Ariège im Nordosten, Aigues-Vives im Osten, Tabre im Süden, Pradettes im Südwesten und Dun im Westen.

## Bevölkerungsentwicklung

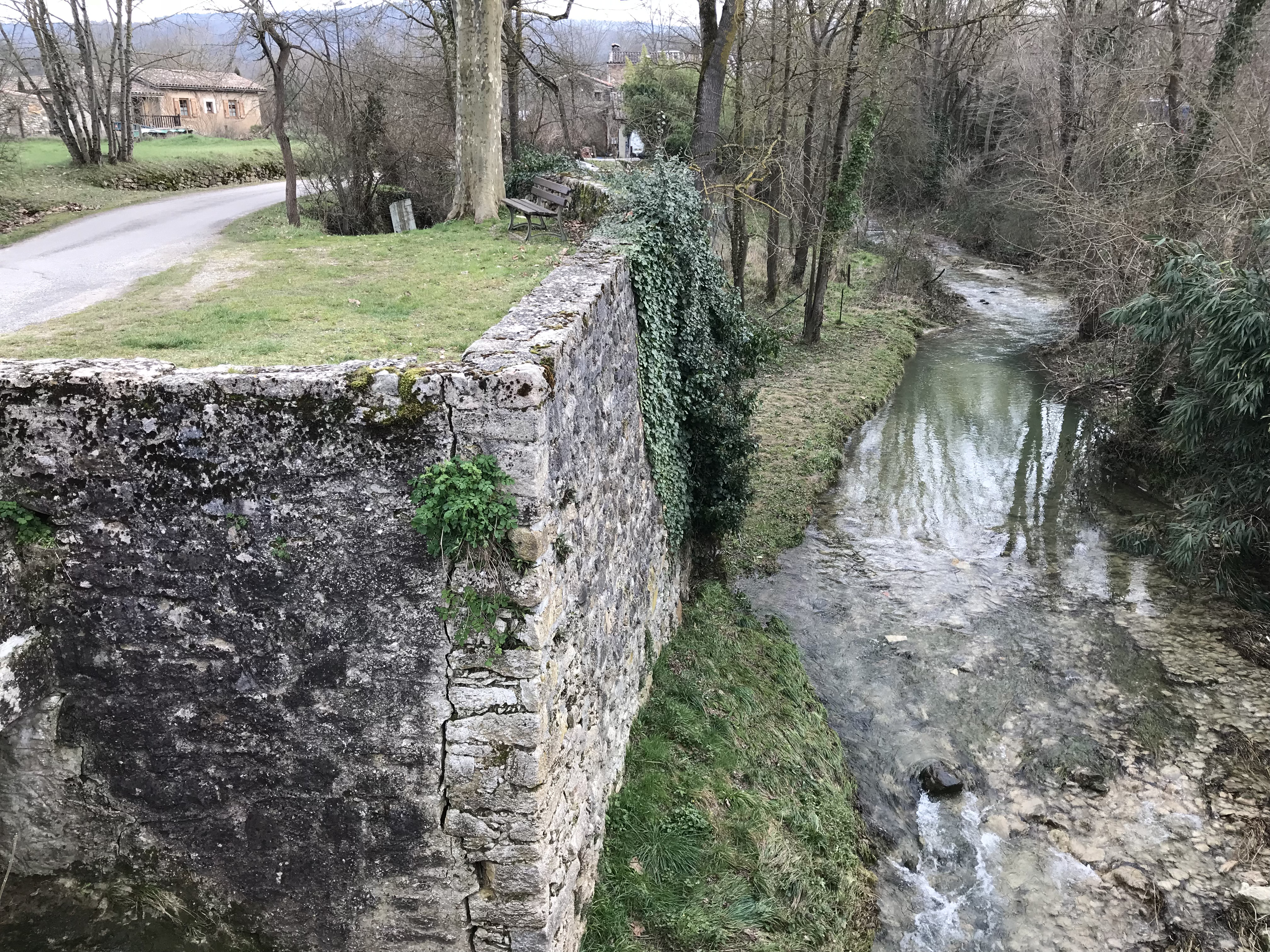
Der gleichnamige Bach Limbrassac

| Jahr                       | 1962 | 1968 | 1975 | 1982 | 1990 | 1999 | 2008 | 2016 | 2021 |
| -------------------------- | ---- | ---- | ---- | ---- | ---- | ---- | ---- | ---- | ---- |
| Einwohner                  | 77   | 63   | 60   | 80   | 80   | 98   | 113  | 127  | 120  |
| Quellen: Cassini und INSEE |      |      |      |      |      |      |      |      |      |